# 羅素-沃克定理
羅素-沃克定理 (Vogt-Russell theorem)是依據海因里希·沃克和亨利·諾利斯·羅素兩人命名的，它的表述是：
質量和化学組成結構是唯一可以斷定恆星半徑、光度和內部結構，以及其後續的演化的因素。